# 1995年の政治
1995年の政治（1995ねんのせいじ）では、1995年（平成7年）の政治分野に関する出来事について記述する。

## できごと

### 3月
- 3月9日 -  衆議院予算委員会は二信組乱脈融資事件で、高橋治則（元東京共和信用組合理事長）と鈴木伸介（元安全信用組合理事長）を証人喚問[1][2]。
- 3月13日 -  東京共和信用組合理事長だった高橋治則からプライベートジェットで香港旅行に行ったとされる大蔵官僚の田谷廣明・東京税関長を更迭、同じく高橋治則から料亭などで過剰な接待を受けていた大蔵官僚の中島義雄（当時、主計局次長）の二人を訓告処分[3]。
- 3月30日 -  衆議院予算委員会は二信組乱脈融資事件で、三重野康（前日銀総裁）と堀江鉄弥（当時・長銀頭取）を証人喚問

### 4月
- 4月24日 -  マレーシア総選挙で与党国民戦線が勝利し、マハティール・ビン・モハマド首相が再選される。

### 6月
- 6月17日 -  衆議院予算委員会は二信組乱脈融資事件で、山口敏夫（元労働大臣）と中西啓介（元防衛庁長官）を証人喚問。

### 7月

第17回参議院議員通常選挙の結果。比例区では新進党が自民党を上回る票を得た。

- 7月23日 -  第17回参議院議員通常選挙。
- 7月28日 -  東京二信組乱脈融資事件にからみ東京共和信用組合理事長だった高橋治則から過剰な接待を受けていた大蔵官僚の中島義雄が、高橋治則を紹介したとされる経営コンサルタントとの間で、中国産の健康飲料を輸入販売する共同事業の契約をしていたことが発覚[4]。その日の午前、財政金融研究所所長を解任、午後、本人が辞表を提出して受理される[5]。
- 7月31日 -  東京都は債務超過状態に陥ったコスモ信用組合に対して業務停止命令[6]。

### 8月
- 8月8日 -  村山改造内閣成立。

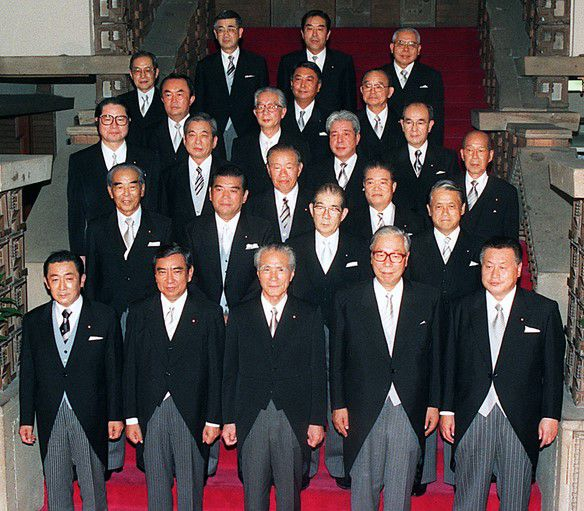
村山改造内閣成立。

- 8月15日 -  戦後50周年記念式典に際して、村山内閣が村山内閣総理大臣談話「戦後50周年の終戦記念日にあたって」（いわゆる村山談話）を声明。

### 9月
- 9月25日 -  自民党総裁選で橋本龍太郎が小泉純一郎を破り第十七代自民党総裁に就任。

### 10月
- 10月2日 -  自民党総裁選挙に伴い、副総理が河野洋平外相から橋本龍太郎通産相に変更。
- 10月9日 -  田沢智治法務大臣が立正佼成会からの2億円借り入れ問題と、代表質問に関する裏取引疑惑で辞任。後任に宮沢弘。

### 11月
- 11月21日 -  ボスニア・ヘルツェゴヴィナ紛争終結のためのデイトン合意がなされる。

### 12月
- 12月28日 -  新進党党首選挙が行われ小沢一郎幹事長が当選する。